# Marco Antonio Merchán Ladino
Marco Antonio Merchán Ladino (Monguí, 28 de abril de 1970) es un eclesiástico, profesor y canonista católico colombiano. Es el actual obispo de Neiva, desde el 14 de abril de 2023. Fue  obispo de Vélez, entre 2016 a 2023.

## Biografía
Marco Antonio nació el 28 de abril de 1970, en el municipio colombiano de Monguí.
Realizó su formación primaria, secundaria y el bachillerato en su pueblo natal.
Al descubrir su vocación religiosa, ingresó al Seminario Conciliar de Tunja, donde cursó sus estudios eclesiásticos.
Tras realizar estudios en la Universidad Santo Tomás, obtuvo la licenciatura en Filosofía y Ciencias Religiosas.
En 2001, fue enviado a Roma para continuar con sus estudios en la Pontificia Universidad Lateranense, donde obtuvo la licenciatura, y en 2005 el doctorado en Derecho canónico, con el trabajo: "El valor de prueba de las declaraciones judiciales de las partes en las causas de nulidad por temor en la jurisprudencia reciente".

### Sacerdocio
Su ordenación sacerdotal fue el 23 de noviembre de 1996, a manos del obispo Carlos Prada Sanmiguel; incardinándose en la diócesis de Duitama-Sogamoso. 
Como sacerdote desempeñó los siguientes ministerios:
- Administrador parroquial de «San Antonio de Padua» en Duitama (1996-1997).[5]
- Capellán del «Hogar Cándido Quintero», en Duitama (1997).[5]
- Vicario parroquial de «Ntra. Sra. de Chiquinquirá» en Sogamoso (1997).[3]
- Capellán y profesor en el «Instituto Integrado Guillermo León Valencia» (1997-2001).
- Delegado diocesano para la Pastoral Familiar (1997-2001).
- Administrador parroquial de «San Cayetano» (2001).[5]
- Vicario judicial de la diócesis (2006-2008).
- Párroco de Ntra. Sra. del Rosario, en Sogamoso (2006-2008).
- Juez del Tribunal Único de Apelación para Colombia (2007-2015).[5]
- Párroco de la Concatedral de Sogamoso (2008-2011).
- Vicario general y párroco en la Catedral de Duitama (2011-2016).[6]
- Miembro del Colegio de Consultores (hasta 2016).
- Miembro del Consejo Presbiteral (hasta 2016).
- Miembro del Consejo de Asuntos Económicos (hasta 2016).

## Episcopado

### Obispo de Vélez
El 26 de octubre de 2016, el papa Francisco lo nombró obispo de Vélez. Fue consagrado el 3 de diciembre del mismo año, en la Catedral de Duitama, de manos del Nuncio Apostólico de su Santidad el arzobispo Ettore Balestrero. Tomó posesión canónica el día 17 del mismo mes, durante una ceremonia en la Catedral de Vélez. 

### Obispo de Neiva
El 14 de abril de 2023, el papa Francisco lo nombró obispo de Neiva. 
El 15 de junio de 2023 tomó posesión canónica de la Diócesis de Neiva en una Solemne Celebración Eucarística en la Catedral de la Inmaculada Concepción de Neiva